# Egon Friemann
Egon Friemann (* 18. Januar 1906 in Witten, Provinz Westfalen; † 18. November 1967 in Osnabrück) war ein deutscher Verwaltungsjurist und Regierungspräsident von Osnabrück.

## Leben
Friemann studierte Rechtswissenschaft an den Universitäten Münster und Jena. 1928 wurde er im Corps Guestphalia Jena recipiert. An der Universität Erlangen wurde er 1934 zum Dr. iur. promoviert. 1937 wurde er Landgerichtsrat in Bochum, wurde ein Jahr später jedoch schon nach Berlin berufen, wo er beim Reichskommissar für Preisbildung tätig war.
Nach dem Zweiten Weltkrieg übernahm er die Leitung der Preisüberwachungsstelle in Hildesheim, wenig später betraute man ihn mit der Leitung der Preisbildungsstelle beim Oberpräsidium Hannover. 1947 ins Niedersächsischen Innenministerium versetzt, erfolgte im darauffolgenden Jahr seine Ernennung zum Ministerialrat. Zunächst führte er die Abteilung Preisbildung, dann ab 1949 die Abteilung Allgemeine Landesverwaltung. 
1951 berief ihn die Niedersächsische Landesregierung zunächst kommissarisch, dann endgültig als Nachfolger von Johannes Petermann zum Regierungspräsidenten von Osnabrück. In dieser Funktion hatte er unter anderem mit der Erschließung des Emslandes zu tun, gehörte dem Aufsichtsrat der Emsland GmbH an und war bis 1958 als stellvertretender Aufsichtsratsvorsitzender. In dieser Funktion kam es zu Spannungen mit dem Geschäftsführer der Emsland GmbH, Johann Dietrich Lauenstein. Neben seiner Mitgliedschaft im von der niedersächsischen Landesregierung zur Vorbereitung der Verwaltungs- und Gebietsreform eingesetzten sog. „Weber-Ausschuss“ hatte Friemann er zahlreiche Mitgliedschaften und Ehrenämter inne, u. a. war er Mitglied der Historische Kommission für Niedersachsen und Bremen. Friemann starb mit 61 Jahren im Amt.